# Tipula halidayana
Tipula halidayana är en tvåvingeart som beskrevs av Alexander 1970. Tipula halidayana ingår i släktet Tipula och familjen storharkrankar. Inga underarter finns listade i Catalogue of Life.